# Вампиры Геоны
«Вампиры Геоны» — двухсерийный советский и российский мультфильм, основанный на рассказе Геннадия Тищенко «Вампир Гейномиуса». Первая часть, «Вампиры Геоны», вышла на экраны в 1991 году, а вторая, «Хозяева Геоны», в 1992. Мультфильм показывает трудность освоения чужих планет и сложности контакта с обитателями планеты. Первая часть незаконченной фантастической мультипликационной саги под рабочим названием «Звёздный мир». Последний фильм режиссёра Ивана Иванова-Вано, созданный вместе с Геннадием Тищенко, законченный уже после его смерти. Фильм имеет ярко-выраженную экологическую проблематику.

## Сюжет
Космоэкологическая комиссия (КЭК) срочно командирует инспектора Янина на далёкую планету Геона, чтобы понять, почему вампиры, коренные обитатели Геоны нападают на исследовательскую экспедицию концерна «Галакс», и как их остановить. Разработки минеральных ископаемых Геоны перспективны с коммерческой точки зрения, а воздух пригоден для дыхания землян, в связи с чем Концерн собирается колонизировать планету. Мешают этому местные животные, напоминающие птеродактилей, прозванные «вампирами» — укушенные ими земляне подвергаются заражению местными микроорганизмами, и если не ввести специальное лекарство (сыворотку Борга), укушенный подвергается мутациям и впадает в состояние, напоминающее летаргию, что и произошло с несколькими участниками экспедиции.
На планете Янин становится жертвой вампиров, но ему помогают американские коллеги. Они предлагают разыграть разработанный ими план — приманить вампиров ультразвуковым сигналом и перестрелять. Янин даёт добро провести эксперимент на минимальной мощности сигнала, вместе космонавты сражаются с вампирами, но позже Янин решает искать другой способ и отправляется на разведку. Американцы находят его запись, в которой Янин сообщает, что вампиры поняли опасность ультразвукового сигнала, используемого землянами, и стали воспринимать его как отпугивающий.
В пути на Янина снова нападают вампиры, однако ему удаётся излечиться от переносимой ими болезни благодаря длительному пребыванию на воздухе и появлению в организме антител, которые, как предположил Янин, были также занесены вампирами. Он знакомится с представителями разумной расы, и те с помощью телепатии объясняют ему, что вампиры добывают для них пищу и являются важной частью экосистемы. На землян вампиры нападали лишь для того, что познакомить их со своими хозяевами.
Янин осознаёт неприемлемость дальнейшего вмешательства и останавливает эксперимент, люди сворачивают базу. Американцы с сожалением покидают Геону, но Янин считает, что они ещё вернутся сюда.

## Создание
В основу фильмов, режиссёр Генадий Тищенко, положил собственное литературное творчество, а мультфильм «Вампиры Геоны» должен был стать первым из серии, под общим названием «Звёздный мир». В последствии были условно продолжены фильмами серии «АМБА».  
В мультфильмах автор обратился к экологической и колониальной проблематике — так планета Геона выбрана для колонизации США, с целью добычи полезных ископаемых. Дабы ничто не мешало замыслу — колонизаторы собираются уничтожить опасных представителей местной фауны. Персонажи-американцы, ставшие невольными напарниками главного героя, инспектора Янина, визуально похожи на Сильвестра Сталлоне и Арнольда Шварценеггера.  
В саундтреке использована инструментальная композиция «Магия» хард-рок группы «Джокер».  

## Восприятие
Мультфильм неоднократно упоминался как пример нетипичной и вызывающий интерес кинофантастики позднего советского периода. Однако современные критики оценивают качество мультфильма как невысокое.

## Создатели
- Автор сценария и Режиссёр: Геннадий Тищенко[9], Иван Иванов-Вано
- Художники-постановщики: Геннадий Тищенко, Валерий Трачук
- Оператор: Кабул Расулов (1), Эрнст Гаман
- Композитор: Семён Сон
- Звукооператор: Нелли Кудрина
- Роли озвучивали:
  - Рогволд Суховерко — глава КЭК Новицкий
  - Александр Лущик — командор концерна «Галакс» Скотт (1 серия)
  - Всеволод Абдулов[10] — инспектор Янин, эпизодические роли
  - Геннадий Тищенко — командор концерна «Галакс» Скотт (2 серия)
- Художники-аниматоры: А. Андреев, Александр Ерёмин, Ирина Петелина, Семён Петецкий (1), Елена Сичкарь, Светлана Сичкарь, Вадим Кашорик (2), Олег Сафронов (2), Антонина Алёшина (2)
- Художники: Жанна Корякина, Наталия Дмитриева, И. Кузнецов, Анатолий Цыбин, М. Короткова (1), Л. Багина, В. Арустамова, Нина Подлесных (1), Людмила Подсыпанина (1), Нонна Чулкова (1), Е. Плотникова (2), Александр Ерёмин, Валерий Трачук, М. Рыжикова (2), В. Лопухова (2), Н. Воронова (2), Александр Брежнев (2), Людмила Андреева (2), В. Лопухова (2), Е. Галкина (2).
- Ассистенты:
  - режиссёра: Т. Камская
  - художника-постановщика: Ольга Сидоркова
- Монтажёр: Людмила Рубан (1), Ольга Чекалина (2)
- Музыкальный редактор: Н. Розанов
- Редактор: Галина Комарова
- Директор: Лидия Варенцова

## Издания на DVD
Мультфильм неоднократно издавался на DVD в сборниках мультфильмов:
- 2006 — для Региона 5 (Дистрибьютор «Крупный План») — Хозяева Геоны.

Помимо мультфильма «Вампиры Геоны» (1991), на диске представлены также: «Хозяева Геоны» (1992), «Загадочная планета» (1974), «Миссия пришельцев» (1989), «Здесь могут водиться тигры» (1989), «В стране бобберов 1. Гомункулос» (1991), «В стране бобберов 2. Обед с господином грызли» (1993).
- 2006 — для Региона 0 (Дистрибьютор «ПрестижСтудио-М») — Фантастические истории. Сборник мультфильмов. Выпуск 30.

Помимо мультфильма «Вампиры Геоны» (1991), на диске представлены: «Миссия пришельцев» (1989), «Хозяева Геоны» (1992), «Женская астрология» (1991), «Здесь могут водиться тигры» (1989), «Из пушки на Луну и далее без остановок» (1990), «32 декабря» (1988).
- 2008 — для Региона 0 (Дистрибьютор «Крупный План») — Загадочная планета. Сборник мультфильмов.

Помимо мультфильма «Вампиры Геоны» (1991), на диске представлены мультфильмы: «Загадочная планета» (1974), «Узники „Ямагири-мару“» (1988), «Здесь могут водиться тигры» (1989), «Хозяева Геоны» (1992), «Несколько страниц из жизни призрака» (1993).